# یون کاپایف
یون کاپایف (اوکراینی: Євген Капаєв؛ زادهٔ ۱۲ سپتامبر ۱۹۸۴) بازیکن والیبال اهل اوکراین است.